# 朱榮彬
朱榮彬（约1968年5月12日—2007年5月4日），臺灣苗栗縣公館鄉客家人，2001年在北京大學就讀期間，與臺灣籍留學生成立聯誼會，爭取中華民國政府認可中國大陸地區學歷。

## 生平

### 早年
朱榮彬為苗栗縣公館鄉客家人，生日為5月12日，父親朱錦龍為1994年版《公館鄉誌》撰述委員之一。朱榮彬自小就學習好，取得臺灣大學政治系學士與碩士後，任丁守中立法院助理。

### 爭取採認中國大陸學歷
1999年，朱榮彬辭去立法院助理，前往北京大學政府管理學院攻讀政治學暨行政管理博士學位，計畫學成後可回臺灣擔任教職。雖說中華民國教育部高教司於1997年10月24日就公告「七十三所大陸地區高校認可名冊」，但11月13日就被行政院院長蕭萬長裁示暫停採認。
2001年2月3日，朱榮彬與陳正騰等三十多位在北京大學、北京清華大學、北京中醫藥大學、北京電影學院唸書的臺灣學生籌組簡稱「台生會」的中國大陸台灣學生聯誼會，以推動中華民國政府採認中國大陸學歷。當天在臺北的朱榮彬以主席身分表示，這些學生畢業後若要到台商工作很困難，也不可能到大陸企業就業，成立此會就是保障他們權益。
2003年，因臺灣留學中國大陸需求趨勢升高，市面出版《大陸教育商機：子女教育、教育投資、開班設校、雙贏策略》、《你的北京學姐：大陸輕鬆求學一〇一》等指南，朱榮彬也出書《中國留學ABC》。該年，台生會向內政部以「台灣留學大陸青年學生發展協會」註冊。
2004年中華民國總統選舉期間，朱榮彬以召集人身分，在台生會網站www.twsu.org發起爭取學歷認證請願，持續至總統選舉。朱榮彬也在報紙投稿，力陳開放後也能促進臺灣的學校招中國大陸學生。但2003年12月17日，總統陳水扁以擔憂臺灣的大學會面臨不足首次公開表明反對，引起朱榮彬失望。2004年1月27日，五十多位台商各地協會會長，向朝野政黨提出「台商十大訴求」，其中一項為開放中國大陸學歷認證。因陳總統以「任內不承認大陸學歷」拒絕，朱榮彬便參加因此3月13日的「三一三換總統、救台灣」遊行。
2005年，朱榮彬登記參選國民黨苗栗縣第17次全國代表大會代表。馬英九任中國國民黨主席後，朱榮彬擔任文稿小組成員。2006年，朱榮彬支援嫁到臺灣的中國大陸鄭姓婦人提起行政訴訟，以採認吉林工業大學學歷。

### 去世
2007年5月4日下午，朱榮彬騎重型機車經過木柵動物園前的新光路二段。當時一名無汽車駕照的廖姓人士開車載女友上班，任意右切至慢車道，而與朱榮彬發生擦撞，讓其機車撞上路緣石。路人見朱榮彬飛撞到行道樹而頭部大量出血，立即送醫急救，但四十分鐘後宣告死亡。廖姓人士則加速逃離現場，造成一名潘姓老翁被警方誤會是嫌犯，後才被警方抓獲。
朱榮彬本來會於2007年6月就取得北京大學博士學位，僅三十九歲就去世。2007年5月15日黨主席吳伯雄主持公奠時，由於朱榮彬是國民黨中央委員，由縣長劉政鴻、縣黨部副主委張森鴻、副主委康世儒、委員彭德台、委員李乙廷委員覆蓋黨旗。

## 身後
2008年中華民國總統選舉期間，2007年5月16日，國民黨總統提名人馬英九探視朱榮彬的雙親。2008年5月16日，馬英九以總統當選人身分，宣布上任後將承認大陸學歷。2010年9月1日《臺灣地區與大陸地區人民關係條例》第22條修正案通過，自該月3日起中華民國承認中國大陸地區大學學歷。

## 出版書籍
- 朱榮彬、陳正騰. . 時英出版社. 2003  [2023-09-04]. ISBN 9789867762160. （原始内容存档于2024-01-24）.

- 朱榮彬、寧騷. . 台灣留學大陸青年學生發展協會. 2008. ISBN 9789572992241.